# Jolanda (kartářka)
Jolanda, vlastním jménem Věra Nemethová (29. března 1964 České Budějovice – 17. ledna 2020 Děčín) byla česká kartářka známá díky svému televiznímu vysílání a neotřelému jazykovému projevu.

## Život
Věštkyně romského původu žila v severních Čechách. Kartářství se v její rodině dědilo z generace na generaci a Jolanda toto nadání objevila už v dětství v pěti letech. Věštila její matka a babička i její tety. Jolanda se proslavila díky svému specifickému vyjadřování v televizní show EZO TV na TV Barrandov, kde vykládala telefonujícím z karet jejich osud. Byla přirozená, měla svérázný styl a její čeština byla lámaná, možná i proto, že to byl jazyk naučený až postupně a primárně komunikovala romštinou, která byla jejím mateřským jazykem.
Po tom, co se okolo roku 2011 takto proslavila, stala se hvězdou sociálních sítí, například videoslužby YouTube. Lidé se jejím stylem bavili na internetu a sestříhávali s ní vtipná videa. Ji samotnou to trochu mrzelo, ale brala to jako problém ostatních.
V roce 2015 vyšel studentský dokumentární film o televizních věštcích Ezopové aneb linka je volná. Původně byl zamýšlen jako film výhradně o Jolandě, ale jelikož umožňovala kontakt s filmaři pouze venku a ne doma, což by na takový dokument nestačilo, rozšířili záběr filmu i na další osobnosti a pojali ho jako dokument o fenoménu televizních věštců.
Později, v září 2018, ji do svého pořadu Máte slovo České televize pozvala Michaela Jílková. Oslovovala ji bulvární média, aby věštila budoucnost známým osobnostem. Natočila úspěšnou reklamu pro pivní značku Gambrinus, kde čte budoucnost z piva. Video s touto reklamou na YouTube vidělo k dubnu 2019 přes milion lidí a stalo se tak nejúspěšnějším YouTube videem v historii firmy Plzeňský Prazdroj. Vysamplovaný hlas Jolandy („To je to kouzlo, co my dokážeme“) použil Kapitán Demo ve skladbě „Kouzlo“ z alba Mládí v trapu z prosince 2018.
Na začátku roku 2020 se jí zdravotně přitížilo, když dostala zápal plic. Antibiotika nezabrala a Jolanda byla převezena na plicní oddělení, kde ale zkolabovala a musela být 40 minut oživována. V důsledku neokysličování mozku kvůli embolii byla 10 dní v umělém spánku a následně jí selhalo srdce. Jolanda zemřela 17. ledna 2020. Pohřbena byla na městském hřbitově v Děčíně-Folknářích.
Mezi její nejznámější výroky patří např.: „tady vidím velký špatný“, kterýžto výrok téměř zlidověl. Dalším takovým slavným výrokem bylo např.: „hodně budeš někde“, nebo ,,hodně vysoko míříš".